# Ermita de San Pantaleón (Galizano)
La ermita de San Pantaleón son las ruinas de un antiguo templo religioso situado en el Alto del Castillo, cerca de Galizano, en el municipio de Ribamontán al Mar, (Cantabria, España). Fue construida antes del año 1642. Actualmente sólo permanecen en pie tres muros; el del este, dotado con un sorprendente ábside, el del norte y el del oeste, el mejor conservado y en el que se encuentra la entrada. El muro sur está desaparecido. De las bóvedas de sillería, que conforme a fuentes publicadas habían sido ejecutadas sin nervadura ni argamasa, no queda nada. El acceso a la ermita se realiza por una pequeña puerta adintelada decorada con motivos geométricos. Antiguamente los fieles acudían a la ermita la víspera de la festividad del Santo, el 27 de julio, descendiendo en procesión al atardecer a la iglesia mayor del pueblo, donde veneraban al Santo dos o tres días. Actualmente, la fiesta se celebra en la ermita el mismo día, donde tras la solemne misa se realiza una comida campestre incluyendo concurso de decoración de tortillas y posterior degustación. Por la tarde, tienen lugar juegos infantiles en la plaza del pueblo, romería y verbena.
Muy cerca de ella se encuentra la cueva de Cucabrera.